# El cowboy y la bailarina
The Cowboy and the Ballerina (conocida en España como El cowboy y la bailarina) es una película estadounidense de drama, romance y familiar de 1984, dirigida por Jerry Jameson, escrita por Denne Bart Petitclerc, musicalizada por Bruce Broughton, en la fotografía estuvo Ben Colman y los protagonistas son Lee Majors, Leslie Wing y Christopher Lloyd, entre otros. El filme fue realizado por Cowboy Productions (II), se estrenó el 23 de octubre de 1984.

## Sinopsis
Trata sobre un jinete campeón de rodeo que está enamorado de una bailarina de origen ruso, ella pretende dejar su arte.